# مايكل كيك
مايكل كيك (بالألمانية: Michael Keck)‏ هو لاعب كرة الريشة ألماني، ولد في 8 فبراير 1969 في مدينة فورت في ألمانيا.

## وصلات خارجية
- مايكل كيك على موقع BWF.tournamentsoftware.com (الإنجليزية)
- مايكل كيك على موقع BWFbadminton.com (الإنجليزية)
- مايكل كيك على موقع اللجنة الأولمبية الدولية (الإنجليزية)
- مايكل كيك على موقع أوليمبيديا (الإنجليزية)